# Монсеф Марзукі
Монсеф Марзукі (араб. المنصف المرزوقي, повне ім'я Монсеф Бен Мохаммед Ель-біду Марзукі; 7 липня 1945) — туніський політик, правозахисник, письменник і лікар. 12 грудня 2011 року обраний першим президентом Тунісу після революції в 2011 році.

## Біографія
Народився в місті Громбалія 7 липня 1945 року. Вивчав медицину в університеті Страсбурга. Повернувшись на батьківщину у 1979, заснував Центр суспільної медицини у Сусі та Африканську мережу запобігання наруги над дітьми. Приєднався до Ліги прав людини. У юності він здійснив поїздку до Індії, де познайомився з методами ненасильницького спротиву Махатми Ґанді. Також відвідав ПАР, де вивчав досвід переходу від апартеїду.
Коли уряд силою розігнав ісламістський рух Ен-Нагда, Марзукі засудив дії президента Бен-Алі і закликав його дотримуватися закону. У 1993 він став співзасновником Національного комітету захисту в'язнів сумління, але згодом вийшов з нього, коли контроль над комітетом перебрали прихильники влади. Марзукі кілька разів був арештований за звинуваченнями у поширенні неправдивих чуток і співпрацю із забороненими ісламістськими групами. Марзукі заснував Національний комітет свободи і був обраний головою Арабського комітету з прав людини (де 17 січня 2011 продовжив членство у виконавчому комітеті).
Монсеф Марзукі був одним з найвидатніших діячів опозиційного руху під час правління Зіна ель-Абедіна Бен Алі, який перебував при владі в Тунісі понад 20 років. 25 липня 2001 він очолив туніську політичну партію «Республіканський Конгрес», але вже 2002 року «Республіканський Конгрес» був заборонений, Монсеф Марзукі був змушений переїхати у Францію, але продовжив роботу у партії.
В кінці 2010 року в Тунісі почалися масові акції протесту, учасники яких вимагали відставки президента. 14 січня 2011 Зін ель-Абедін Бен Алі втік з країни.
У жовтні 2011 року в Тунісі пройшли вибори депутатів Національних установчих зборів (НУС) — тимчасового органу, у завдання якого входить робота над новою конституцією, обрання президента і уряду. В результаті голосування перемогла ісламістська партія «Ан-Нагда» («Відродження»), що отримала 89 з 217 місць. Друге місце зайняла лівоцентристська партія «Республіканський Конгрес» — її представники отримали 29 депутатських мандатів. Третє місце з 26 депутатськими кріслами отримала «Народна петиція», партія «Ат-Такаттуль» провела в НУС 20 своїх прибічників. НУС почав свою роботу через місяць після виборів, які завершилися 23 жовтня.
12 грудня 2011 на виборах президента кандидатуру Монсефа Марзукі підтримали 153 з 217 депутатів Національних установчих зборів Тунісу. Вибори були безальтернативними — найбільші фракції заздалегідь погодили кандидатуру Марзукі. Посада президента у Тунісі має більше представницький характер.
У 2012 році Монсеф Марзукі закликав до об'єднання Тунісу та Лівії..
У листопаді 2021 року на Монсефа Марзукі виданий міжнародний ордер на арешт за загрозу державній безпеці.

## Виноски
1. ↑  https://www.jeuneafrique.com/133458/politique/tunisie-france-nadia-et-myriam-marzouki-la-politique-en-h-ritage/
2. ↑  Парламент Тунісу затвердив Монсефа Марзукі на посаду президента перехідного уряду. Архів оригіналу за 31 жовтня 2012. Процитовано 13 грудня 2011.
3. ↑  Moncef Marzouki declares presidential candidacy. Al Arabiya. 16 січня 2011. Архів оригіналу за 17 січня 2011. Процитовано 16 січня 2011.
4. 1 2  Steve Coll, The New Yorker: The Casbah Coalition. Tunisia's second revolution [Архівовано 2012-10-22 у Wayback Machine.], April 4, 2011, retrieved on April 30, 2011
5. ↑  What is the Arab Commission for Human Rights. 2011. Архів оригіналу за 17 січня 2011. Процитовано 17 січня 2011.
6. ↑  Déclaration constitutive. Congress for the Republic. 24 липня 2001. Архів оригіналу за 17 січня 2011. Процитовано 17 січня 2011.
7. ↑  Première liste des membres fondateurs du CPR. Congress for the Republic. Архів оригіналу за 17 січня 2011. Процитовано 17 січня 2011.
8. ↑  Учредительный совет Туниса избрал президентом Мансыфа аль-Марзуки [Архівовано 2011-12-25 у Wayback Machine.] (рос.)